# Callophrys polios
Callophrys polios är en fjärilsart som beskrevs av Cook och Watson 1907. Callophrys polios ingår i släktet Callophrys och familjen juvelvingar. Inga underarter finns listade i Catalogue of Life.